# 單車上路
《單車上路》是由台灣導演李志薔執導的一部電影，由獲得新聞局優良劇本獎的劇本《阿國在蘇花公路騎單車》改編，全電影許多鏡頭在蘇花公路拍攝，導演亦花大筆預算拍攝蘇花公路的空拍鏡頭，本片曾於2006年入圍德國曼漢姆國際影展「新發現」單元，也同時榮獲作為2006年高雄圖書館舉辦的南方影展開幕片。

## 登場人物
楊治國 (阿國)
李國毅飾。男主角。
林正義
李運慶飾。警察。
阿妹
陳意涵飾。一名原住民少女。
吳永昇
溫昇豪飾。林正義以前的警察夥伴。
Julia
張榕容飾。一名中法混血兒，獨自騎車環島。

## 得獎記錄
- 2006 德國曼漢姆影展 新發現單元
- 2006 南方影展 開幕影片
- 2006 新加坡亞裔首作電影節--獲得最佳男主角獎(李國毅)
- 2007 日本福岡國際影展
- 2007 上海電視節--最佳導演提名
- 2007 台灣新電影獎--最佳導演提名
- 2011 愛丁堡台灣電影文化節

## 另一版本
- 公共電視2006年4月23日首播人生劇展《腳踏車的祝福》，後由剪接師廖慶松重剪成電影版。

## 外部連結
- 35厘米的碧海藍天，一段逃避與面對的故事（页面存档备份，存于）

- 豆瓣电影上《單車上路》的資料 （简体中文）
- 时光网上《單車上路》的資料（简体中文）
- 香港影庫上《單車上路》的資料（繁體中文）
- 開眼電影網上《單車上路》的資料（繁體中文）
- Yahoo奇摩電影上《單車上路》的資料（繁體中文）
- 互联网电影数据库（IMDb）上《單車上路》的资料（英文）